# Stereophyllum macrocarpum
Stereophyllum macrocarpum là một loài rêu trong họ Stereophyllaceae. Loài này được J. Taylor & P. de la Varde mô tả khoa học đầu tiên năm 1954.